# Stazione di Hirayamajōshi-kōen
La stazione di Hirayamajōshi-kōen (平山城址公園駅?, Hirayamajōshi-kōen-eki) è una stazione ferroviaria situata a Hino, città conurbata con Tokyo, e serve la linea Keiō della Keiō Corporation.

## Linee
Keiō Corporation
● Linea Keiō

## Struttura
La stazione dispone di due marciapiedi laterali con due binari passanti in superficie.
| 1 | ● Linea Keiō | per Kitano, Keiō-Hachiōji e Takaosanguchi                                                     |
| 2 | ● Linea Keiō | per Fuchū, Chōfu, Meidaimae, Sasazuka, Shinjuku e linea Shinjuku della metropolitana di Tokyo |

## Stazioni adiacenti
| «                                 | Servizio                         | »          |
| Linea Keiō                        | Linea Keiō                       | Linea Keiō |
| --------------------------------- | -------------------------------- | ---------- |
| Minamidaira                       | Locale Rapido Espresso sezionale | Naganuma   |
| Tutti gli altri treni non fermano |                                  |            |